# Badge d'aviateur (États-Unis)
Le badge d'aviateur des États-Unis (en anglais : United States Aviator Badge) est le badge porté par les aviateurs des forces armées des États-Unis. Il en existe trois types différents pour les trois composantes qui comprennent des avions : l'US Army, l'US Air Force et l'US Navy (y compris le Marine et les garde-côtes (US Coast Guard)).
Dans les composantes du XXIe siècle, il existe trois grades de ces différents badges : basic, senior et command/master/chief selon le corps auquel appartient l'aviateur. Les grades les plus élevés se différencient par la présence d'une étoile ou alors d'une étoile avec une couronne au-dessus de ce badge.

## Armée de l'air des États-Unis (United States Air Force)

### Première Guerre mondiale
Les premiers insignes d'aviateur des États-Unis ont été délivrés aux membres de l'armée de l'air pendant la Première Guerre mondiale : Observer (un écusson "US" et une aile gauche), Junior Aviator ou Reserve Aviation Officer (un écusson "US" entre deux ailes), et Senior Aviator (une étoile sur l'écusson "US" entre deux ailes). L'Army Air Service a également émis un insigne pour les pilotes de ballon, connu sous le nom d'insigne d'aéronaute.
Les aviateurs enrôlés portaient leur insigne de grade habituel et l'insigne d'observateur. Il y avait 29 pilotes engagés avant l'entrée des États-Unis dans la Première Guerre mondiale. Le deuxième pilote engagé, William A. Lamkey, a été libéré et a volé pour Pancho Villa. Les autres pilotes enrôlés ont reçu des commissions en 1917. Soixante mécaniciens engagés ont été formés comme pilotes en France pendant la guerre, mais ils ont été utilisés pour des missions de transport et n'ont pas volé au combat[2]. Le recrutement et la formation des aviateurs engagés ont pris fin en 1933.

### Seconde Guerre mondiale

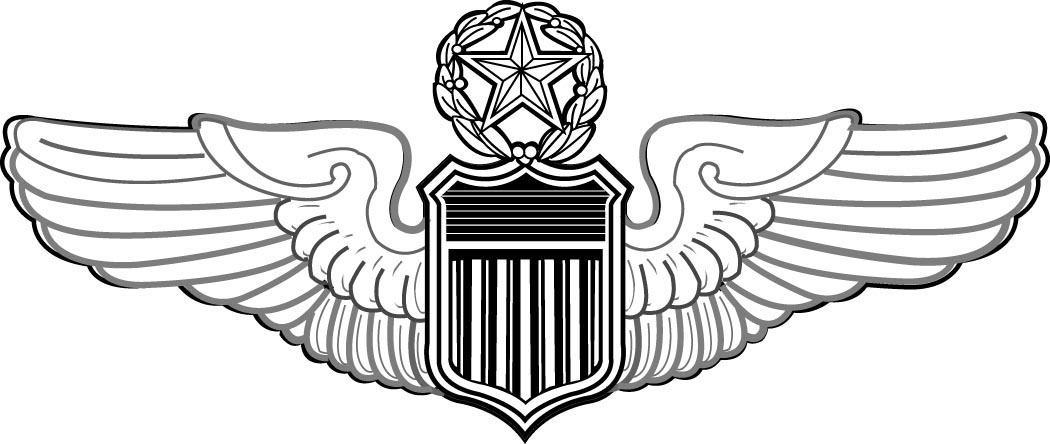
Command Pilot Badge, Insigne de pilote commandant, modèle de l'armée de l'air américaine de la Seconde Guerre mondiale et insigne réglementaire actuel de l'armée de l'air américaine.

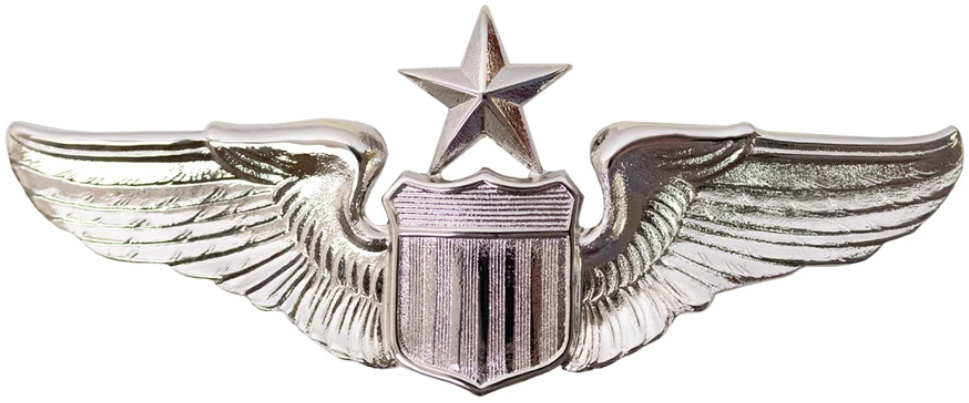
Senior Pilot Badge, Insigne de pilote principal, armée de l'air américaine de la Seconde Guerre mondiale et exemple d'image de l'armée de l'air américaine.

Au cours de la Seconde Guerre mondiale, avec la montée en puissance des forces aériennes de l'armée, une deuxième série d'insignes d'aviateur a été émise pour inclure un modèle qui a survécu jusqu'à aujourd'hui. L'insigne de pilote a été délivré à trois niveaux : pilote, pilote principal et pilote commandant. Une version argentée polie de ces insignes est actuellement utilisée pour les insignes de pilote de l'armée de l'air américaine.
D'août 1941 à novembre 1942, le programme des aviateurs enrôlés a été relancé. Les candidats doivent être âgés d'au moins 18 ans, posséder un diplôme d'études secondaires et être sortis premiers de leur classe. Les diplômés sont classés comme sergents d'état-major de vol ou sergents techniques de vol et portent les mêmes ailes de pilote que les officiers. Ils sont généralement affectés aux pilotes d'avions de transport et d'avions auxiliaires afin de libérer les pilotes officiers pour qu'ils puissent piloter les chasseurs et les bombardiers plus prestigieux. Les pilotes auxiliaires reçoivent leurs propres ailes spéciales pour indiquer leur statut et leur spécialité. En novembre 1942, tous les pilotes enrôlés ont été promus au rang d'officiers d'aviation et les élèves officiers ont été classés comme officiers d'aviation ou sous-lieutenants en fonction de leur mérite. Les conditions d'obtention de l'aile de pilote principal sont les suivantes Sept (7) ans d'expérience en tant que pilote breveté et obtention permanente de la qualification de pilote. Plus 2000 heures de vol au total ou 1300 heures de vol primaire et d'instruction (se référer à la qualification aéronautique de l'U.S. Air Force pour plus de détails).

### Armée de l'air indépendante (Independent Air Force)
En 1947, les forces aériennes de l'armée américaine sont devenues un service distinct, l'U.S. Air Force. L'armée de l'air utilise les mêmes insignes de pilote que ceux de l'USAAF, sauf qu'à partir du milieu des années 1990, ils ont commencé à être fabriqués en métal chromé ou en argent sterling au lieu des ailes en alliage terne utilisées par l'armée de l'air et l'armée de l'air de 1947 jusqu'au milieu des années 1990. L'armée de l'air américaine délivre actuellement plusieurs insignes d'aviation, notamment ceux de pilote, d'officier des systèmes de combat (anciennement navigateur), de chef de combat aérien, de médecin de bord, d'infirmier de bord, d'officier du personnel navigant non breveté et de personnel navigant non breveté. Les conditions à remplir pour obtenir ces insignes sont énumérées ici.

## Armée de terre des États-Unis
Après la création de l'armée de l'air américaine en tant que service distinct en 1947, l'aviation de l'armée s'est poursuivie à un degré tel qu'il a fallu créer un nouvel insigne pour les aviateurs de l'armée (qui pilotaient des avions légers d'observation et de liaison ainsi que des hélicoptères). C'est ainsi qu'a été créé l'insigne des aviateurs de l'armée, qui est une version modifiée de l'insigne des pilotes de l'armée de l'air américaine. Il existe trois grades : Basic, Senior (7 ans de service et 1 000 heures de vol) et Master (15 ans de service et 2 000 heures de vol)[3] Les badges Aviator et Senior Aviator ont été approuvés le 27 juillet 1950 et le Master Aviator a été approuvé le 12 février 1957.

## Marine, corps des Marines et garde-côtes des États-Unis
L'insigne d'aviateur actuellement utilisé dans la marine est resté pratiquement inchangé depuis sa première émission le 13 novembre 1917. L'insigne de l'aviateur naval est décerné à tous les pilotes de l'U.S. Navy, de l'U.S. Marine Corps et de l'U.S. Coast Guard à l'issue d'une formation avancée au pilotage. D'autres insignes d'aviateur existent pour les officiers de l'aéronavale (USN et USMC), les médecins de l'aéronavale, les physiologistes de l'aéronavale, les infirmières de l'aéronavale, les observateurs de l'aéronavale (USN et USMC) et les équipages de l'aéronavale (USN, USMC et USCG). Les insignes des aviateurs navals sont de couleur or. Contrairement à l'armée de l'air et à l'armée de terre, les services navals n'emploient pas de qualifications aéronautiques supérieures ou de commandement/maîtrise.

## Corps des officiers commissionnés de la NOAA

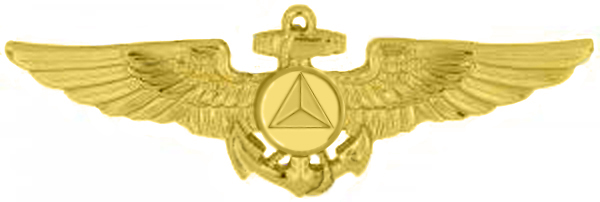
Insigne des aviateurs de la NOAA

L'insigne d'aviateur du NOAA Commissioned Officer Corps est une épingle dorée, ailée, dont le centre est constitué d'une ancre surchargée d'un symbole du NOAA Corps. Les officiers pilotes et navigateurs du NOAA Corps peuvent porter l'insigne d'aviateur de la NOAA après autorisation du directeur du NOAA Corps.

## NASA
À l'aube de l'ère spatiale, tous les insignes d'aviateur des États-Unis peuvent être transformés en insignes d'astronaute pour les militaires qui deviennent astronautes.

## Source
- (en) Cet article est partiellement ou en totalité issu de l’article de Wikipédia en anglais intitulé « United States Aviator Badge » (voir la liste des auteurs).